# Tibužde
Tibužde es un pueblo ubicado en el territorio de Vranje, en el distrito de Pčinja, Serbia.

## Superficie
Posee una superficie de 13,82 kilómetros cuadrados.

## Demografía
Hasta 2011 la población era de 1295 habitantes, con una densidad de población de 93,70 habitantes por kilómetro cuadrado.